# La segretaria privata
La segretaria privata è un film del 1931 diretto da Goffredo Alessandrini.
Il primo film a soggetto girato da Alessandrini è la versione italiana del film tedesco Die Privatsekretärin con Renate Müller. Vennero realizzate anche una versione francese (Dactylo, con Marie Glory), una inglese (Sunshine Susie, con Renate Müller) e una spagnola (Historia de una maquina de escribir).

## Trama
Una dattilografa di provincia cerca lavoro in città e, grazie ad un usciere, trova un impiego presso una banca di Roma. Il capo del personale, frustrato nelle sue avances, la prende a malvolere. Ma il direttore di banca, non rivelando la sua vera identità, riesce a conquistarla.

## Produzione

### Regia
Film da molti indicato come precursore del genere telefoni bianchi, era il rifacimento di un film-operetta girato in Germania da Wilhelm Thiele che Alessandrini dovette accettare come primo lavoro mentre erano in cantiere le versioni inglese e francese. Alessandrini era appena tornato in Italia da un lungo soggiorno a Hollywood, dove aveva lavorato come direttore del doppiaggio presso la MGM.
Né il regista, né la Merlini immaginavano il favore di pubblico che avrebbe ottenuto questo film, con la canzone che l'attrice cantava (Oh come son felice, felice, felice...) e il mito di Cenerentola "aggiornato" per i tempi.

## Accoglienza

### Critica
(Mario Gromo, La Stampa, 23 dicembre 1931)

## Remake
Nel 1953, in Germania, ne venne fatto un remake, Die Privatsekretärin, diretto da Paul Martin.